# 新西兰永久居民
新西兰永久居民（英語：New Zealand Permanent Residents）是一种外国人居住在新西兰的移民身份。新西兰永久居民不是新西兰公民，没有新西兰护照，但持有永久居民签证供其出入新西兰边境、在新西兰境内无限期生活和工作以及享有投票权。
与其他主要移民国家（美国、加拿大、澳洲等）不同的是，新西兰除了签发“永久居民签证（permanent resident visa）”，还签发一种叫“居民签证（resident visa）”的证件。二者的区别在于，在一定时间内，居民签证持有人必须满足在新西兰境内居住时间条件才能保持居民身份。新移民以居民身份居住足够的时间以后，才能进一步申请成为永久居民。一旦成为永久居民后，外籍新西兰居民即使不居住在新西兰，也能无限期保持永久居民身份。
美国、加拿大、澳洲的永久居民实际上相当于新西兰的居民，而新西兰永久居民则进一步获得了长期离开新西兰仍能保持移民身份的福利，这也让新西兰成为世界上唯一为移民提供永久回头签证的发达国家。
根据《跨塔斯曼海旅行安排》，澳大利亚永久居民在新西兰有无限期居住、工作、及就读的权利，新西兰公民也只要领取一个特别的旅游签证（444签证）就可以无限期地进入及逗留澳大利亚。但这一并不包括新西兰永久居民，但新西兰永久居民可以在新西兰申请到长达5年多次往返的澳大利亚旅游签证。